# Brooklet
Brooklet – miasto w Stanach Zjednoczonych, w stanie Georgia, w hrabstwie Bulloch.